# Medicago italica
Medicago italica é uma espécie de planta com flor pertencente à família Fabaceae. 
A autoridade científica da espécie é (Mill.) Fiori, tendo sido publicada em Fiori & Paol., Iconogr. Fl. Ital. ed. 2 237 (1921).

## Portugal
Trata-se de uma espécie presente no território português, nomeadamente em Portugal Continental e no Arquipélago da Madeira.
Em termos de naturalidade é nativa das duas regiões atrás referidas.

## Protecção
Não se encontra protegida por legislação portuguesa ou da Comunidade Europeia.